# Jean-Claude Berejnoï
Pour les articles homonymes, voir Berejnoï.
Pas d'image ? Cliquez ici

a Compétitions nationales et continentales officielles uniquement.

b Matchs officiels uniquement.
Jean-Claude Berejnoï, né le 20 avril 1939 à Decazeville (France) et mort le 8 septembre 2024 à Bagnac-sur-Célé (France), est un joueur international français de rugby à XV évoluant principalement au poste de pilier.

## Biographie
Né à Decazeville, Jean-Claude Berejnoï est formé à la pratique du rugby à XV au sein du club de la commune, le Sporting Club decazevillois.
International en catégorie junior en 1957, il change l'année suivante de club afin de rejoindre le SC Tulle.
Il dispute son premier test match avec l'équipe de France le 15 décembre 1963, contre l'équipe de Roumanie, et son dernier test match est contre cette même équipe, le 10 décembre 1967.
Tantôt deuxième ligne, tantôt troisième ligne, il trouve sa consécration comme pilier.
Il fait son retour à Decazeville en 1970, participant au retour du club en première division.
Établi professionnellement dans la commune cantalienne de Maurs, il joue pour le club local à partir de 1973.
De 1976 à 1978, il exerce à nouveau auprès du SC Decazeville, cette fois avec le double rôle d'entraîneur-joueur.
Après sa carrière sportive, il ouvre un cabinet d'assurances à Decazeville, puis un deuxième à Maurs.
Berejnoï meurt le 8 septembre 2024 à Bagnac-sur-Célé,, à l'âge de 85 ans.

## Statistiques en équipe nationale
- Sélections en équipe de France : 27.
- Sélections par année : 1 en 1963, 7 en 1964, 6 en 1965, 6 en 1966, 7 en 1967
- Tournois des Cinq Nations disputés : 1964, 1965, 1966 et 1967.

## Palmarès

### En club
- Vainqueur du Challenge de l'Espérance en 1964 avec le SC Tulle.

### En équipe nationale
- Vainqueur du Tournoi des Cinq Nations en 1967 avec l'équipe de France.